# Scytodes magna
Scytodes magna là một loài nhện trong họ Scytodidae.
Loài này thuộc chi Scytodes. Scytodes magna được William Syer Bristowe miêu tả năm 1952.